# Зурас
Зу́рас (латыш. Zūras) — населённый пункт в Вентспилсском крае Латвии. Входит в состав Варвской волости. Находится на левом берегу реки Вента у региональной автодороги P108 (Вентспилс — Кулдига — Салдус).
По данным на 2015 год, в населённом пункте проживало 358 человек. Есть школа, спортивный и культурный центр.

## История
До 1949 года Зурас был волостным центром.
В советское время населённый пункт входил в состав Варвского сельсовета Вентспилсского района. В селе располагался колхоз «Комунисма цельш» и сельское профессионально-техническое училище № 10.